# Placocerus dimidiatus
Placocerus dimidiatus là một loài bọ cánh cứng trong họ Cleridae. Loài này được Klug miêu tả khoa học năm 1842.